# Araneus exsertus
Araneus exsertus es una especie de araña del género Araneus, tribu Araneini, familia Araneidae. Fue descrita científicamente por Rainbow en 1904.
Se distribuye por Australia.